# Église Notre-Dame de Canihuel
Pour les articles homonymes, voir Église Notre-Dame.
L'église Notre-Dame  est un édifice situé à Canihuel, en France.

## Localisation
L'église est située sur le territoire de la commune de Canihuel dans le département des Côtes-d'Armor, dans la région Bretagne.

## Description
L'église est un exemple de l'architecture du XVe siècle. En forme de croix latine, l'église comprend une nef de cinq travées dont les archivoltes s'amortissent par pénétration sur des piliers cylindriques, sans chapiteaux. Bas-côtés avec chapelles au nord et au sud. Double transept et chevet plat. Le patron primitif de l'église était saint Joevin ou Juva.

## Historique
Une bulle pontificale témoigne de la construction de la base de la tour et du chœur en 1393. La nef, le transept bas et le faux transept sont achevés en 1474. Les sablières, datées de 1474, sont l’œuvre d'Olivier Le Loergan. La charpente a été reconstruite en 1599 après un incendie. Les parties hautes de la tour ont, quant à elles, été reconstruites en 1839.
L'église est classée au titre des monuments historiques par arrêté du 13 août 1990.

## Protection
Éléments protégés : l'église, le mur d'enceinte du cimetière et l'escalier d'accès.

## Galerie

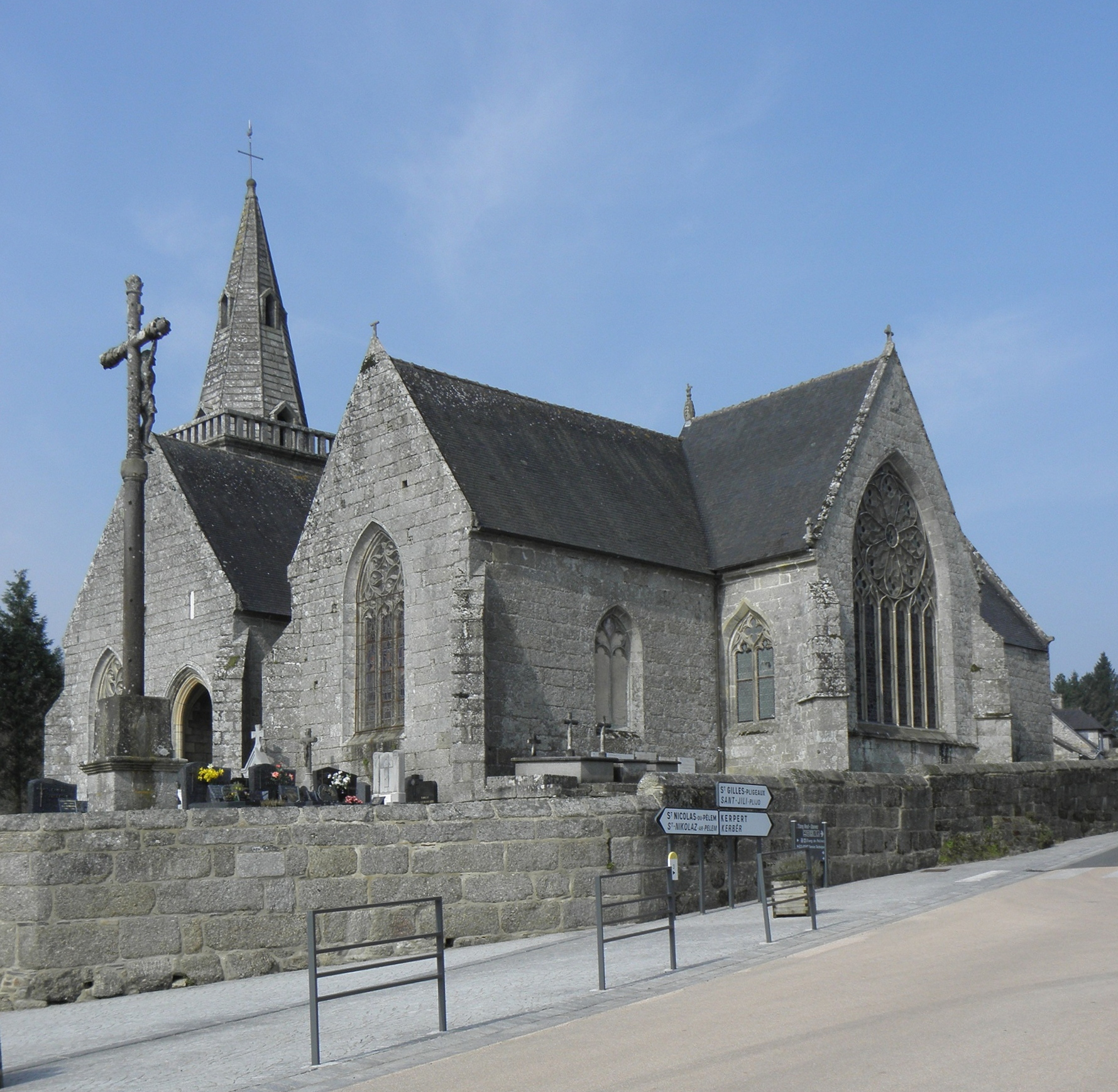
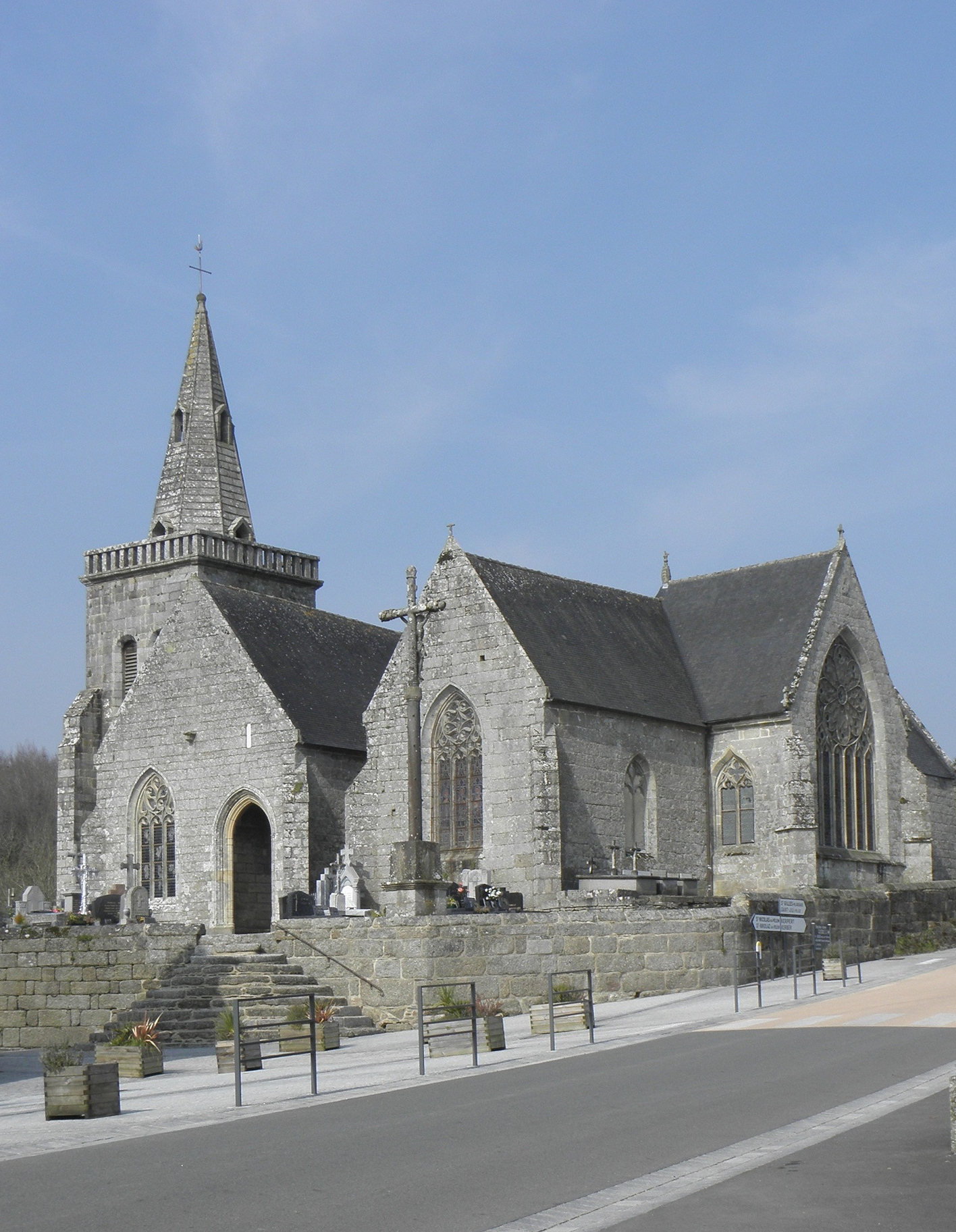
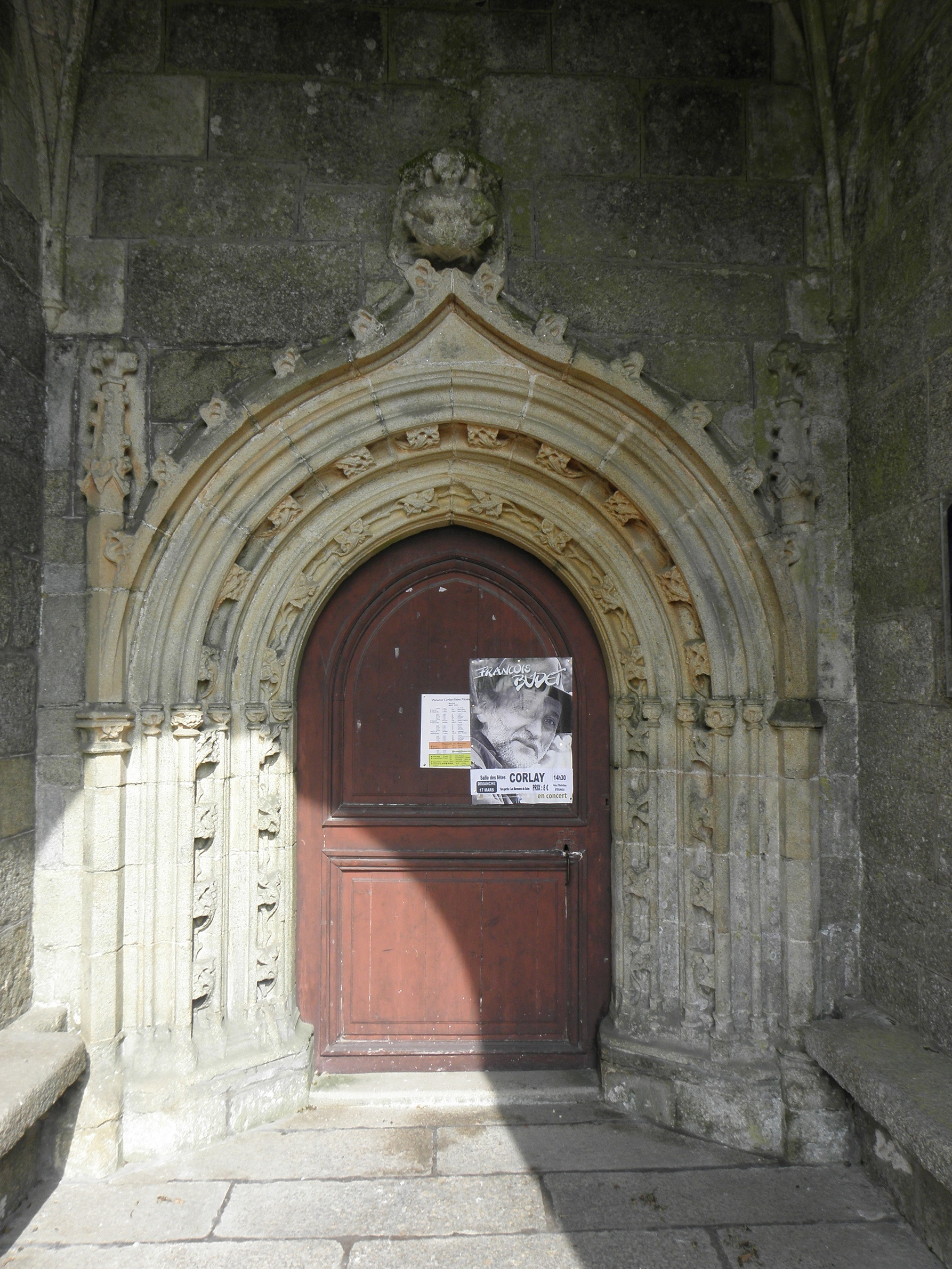